# Missincat
Missincat, pseudonimo di Caterina Barbieri (Milano, 14 agosto 1978), è una cantautrice italiana. Ha raggiunto il successo in Germania, dopo essersi trasferita a Berlino.

## Biografia
Cresce artisticamente nella sua città natale, Milano, dove suona come bassista per un gruppo pop locale, Le Vertigini.
Nel dicembre 2006, usando il soprannome MissinCat, fonda il suo progetto solista. Nell'aprile di quell'anno vince il prestigioso concorso dell'Heineken Jammin' Festival ma il 16 giugno non può salire sul palco dell'evento che fu rinviato per il maltempo. Nell'estate del 2007 si trasferisce a Berlino in cerca di ispirazione musicale, e trova il successo in Germania. In ottobre 2008 è supporter delle date tedesche del tour di Amy Winehouse e Missincat suona ad Amburgo, Monaco di Baviera, Colonia e Berlino davanti a migliaia di persone.
Facendo la spola tra Milano e Berlino, registra i brani del suo primo album. La sua musica è scarna, solo chitarra acustica e poco altro.
Grazie ai brani messi su Myspace viene notata dall'etichetta discografica indipendente tedesca Revolver, che la mette sotto contratto.
Il 20 febbraio 2009 pubblica il suo primo album Back on My Feet, il singolo omonimo viene messo in rotazione sulle radio tedesche, mentre un suo brano viene usato dalla Nintendo per una campagna pubblicitaria. Suona, oltre che in Europa, anche in Australia e Stati Uniti, salendo sul palco del South by Southwest.
Nell'ottobre 2010 si sposta a Stoccolma, dove lavora con il produttore svedese Sonny Boy Gustafsson al suo nuovo album che esce in Germania, sempre per la Revolver, nel marzo 2011 e che si intitola Wow. In questo disco la voce di Missincat è arricchita dal suono di altri strumenti, come il banjo, il mellotron, gli archi e la celesta. Fa parte dell'album anche un duetto con la cantante svedese Miss Li e con l'italiano Dente.
Il singolo in italiano Capita è cantato proprio con Dente e di questo brano viene realizzato un video diffuso nel giugno 2011 diretto da Daniel Wangen.
Tra il 2012 e il 2013 partecipa come autrice ed interprete alla scrittura delle colonne sonore prima del film italo-tedesco "Omamamia" e poi della pellicola di Sönke Wortmann Schoßgebete.
Nel 2015 pubblica il suo terzo album Wirewalker che segna un forte cambiamento stilistico anche frutto della collaborazione con i produttori Johannes Saal e Berend Intelmann.
Nel 2019 è uscito un suo nuovo album 10 che sta ad indicare il decimo anno di attività.

## Discografia

### Album
- 2009 - Back on My Feet (Revolver RDS CD 005)
- 2011 - Wow (Revolver RDS CD 024)
- 2015 - Wirewalker (Revolver)
- 2019 - 10 (Listenrecords)

### Compilation
- 2011 - Tu con me (i capelli) in Anatomia Femminile[7]

### Singoli
- 2009 - Back on My Feet
- 2009 - Shoot!
- 2011 - I Wish You Could Allow
- 2011 - Capita (con Dente)
- 2015 - Pirates
- 2015 - Ten Lines
- 2015 - Don´t Let Her

### Video
- 2009 - Back on My Feet, diretto da Wera Uschakowa
- 2009 - Shoot!, diretto da Bernard Wedig
- 2011 - I Wish You Could Allow, diretto da Bernard Wedig
- 2011 - Capita, diretto da Daniel Wangen